# 청춘 산맥
"청춘 산맥"은 한국에서 제작된 정창화 감독의 1963년 영화이다. 김석훈 등이 주연으로 출연하였고 강대진 등이 제작에 참여하였다.

## 출연

### 주연
- 김석훈
- 엄앵란
- 태현실

## 기타
- 조명: 윤영선
- 미술: 홍성칠